# Titularbistum Europus
Europus (ital.: Europo) ist ein Titularbistum der römisch-katholischen Kirche. 
Es geht zurück auf ein früheres Bistum der Stadt Dura-Europos am Euphrat im heutigen Syrien. Es gehörte zur Kirchenprovinz Gerapoli.
| Titularbischöfe von Europus |                                        | |                    |                    |
| Nr.                         | Name                                   | Amt | von                | bis                |
| 1                           | Nicolas-Joseph de Paris                | Koadjutorbischof von Orléans (Frankreich)                                                                | 22. Februar 1723   | 9. Juli 1733       |
| 2                           | Louis-Charles de Machaut               | Koadjutorbischof von Amiens (Frankreich)                                                                 | 15. März 1772      | 10. Juli 1774      |
| 3                           | Francesco de Paula Paternò Castello    | | 28. September 1778 |                    |
| 4                           | Thomas Penswick                        | Apostolischer Koadjutorvikar von Northern District / Apostolischer Vikar von Northern District (England) | 13. Januar 1824    | 28. Januar 1836    |
| 5                           | Louis de Sainte Thérèse Martini, OCarm | Apostolischer Vikar von Verapoly (Indien)                                                                | Juni 1839          | 25. September 1845 |
| 6                           | Urban Nikola Bogdanović, OFM           | | 8. März 1846       |                    |
| 7                           | Johann Nepomuk Amberg                  | Weihbischof in Brixen (Italien)                                                                          | 25. September 1865 | 16. März 1882      |
| 8                           | Paolo Pinna                            | | 3. Juli 1882       | 23. Mai 1887       |
| 9                           | Mariano Supervía y Lostalé             | Weihbischof in Saragossa (Spanien)                                                                       | 1. Juni 1888       | 2. Dezember 1895   |
| 10                          | Gaetano Quattrocchi                    | | 11. Februar 1896   | 15. Juni 1900      |
| 11                          | Wolfgang Radnai                        | Weihbischof in Banská Bystrica (Slowakei)                                                                | 6. Dezember 1901   | 11. Juli 1904      |
| 12                          | Angelo Maria Filippo Sinibaldi         | Weihbischof in Ostia (-Velletri) (Italien)                                                               | 13. Dezember 1904  | 16. April 1915     |
| 13                          | Tranquillo Guarneri                    | emeritierter Bischof von Rieti (Italien)                                                                 | 16. Januar 1916    | 8. Mai 1920        |
| 14                          | Louis Le Hunsec, CSSp                  | Apostolischer Vikar von Senegambia (Senegal)                                                             | 22. April 1920     | 26. Juli 1926      |
| 15                          | Frans Gerard Constantin Kramer, OFM    | Apostolischer Vikar von Lu anfu (Republik China)                                                         | 7. Februar 1946    | 11. April 1946     |
| 16                          | Daniel Ivancho                         | Koadjutorbischof der Erzeparchie Pittsburgh (USA)                                                        | 29. August 1946    | 13. Mai 1948       |